# Autocrátor
Autocrátor (en griego: αὐτοκράτωρ, plural: αὐτοκράτορες, traducido como «auto-gobernante», uno «que gobierna por sí mismo») es un epíteto griego aplicado a una persona que ejerce el poder absoluto, sin restricciones por sus superiores. En un contexto histórico, se ha aplicado a los comandantes militares en jefe (strategos autocrátor), y a los emperadores romanos y bizantinos como la traducción del título en latín imperator. Su conexión con el absolutismo estilo bizantino dio lugar al término moderno de autócrata y la autocracia. En griego moderno, significa «emperador», y la forma femenina del título es autocrátera (αὐτοκράτειρα, «emperatriz»).